# Francisco Laso de la Vega

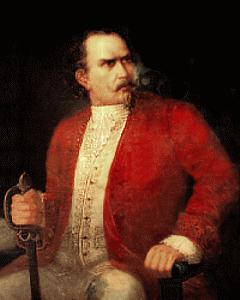
Francisco Laso de la Vega

Francisco Laso de la Vega (* 1586 in Secadura bei Santander, Spanien; † 25. Juli 1640 in Lima, Peru) war ein spanischer Militär und Gouverneur in Chile.

## Leben

### Herkunft und Karriere in Europa
De la Vega war der Sohn von Garcí Laso de la Vega und María de Alvarado. 1606 trat er in die spanische Marine, die Armada, ein und war dort fünf Jahre lang im Einsatz.
Danach wechselte er zur Infanterie und diente in Flandern, wo er sich sechzehn Jahre lang aufhielt. Er zeichnete sich in einigen Schlachten aus, etwa bei der Belagerung von Bergen, und wurde zum Hauptmann befördert. 1623 wurde er in den Orden von Santiago aufgenommen. Zwei Jahre darauf kehrte er nach Spanien zurück, wo er den Gouverneursposten von Jerez de la Frontera in Südspanien antrat.

### Amtszeit als Gouverneur von Chile
Die Nachricht vom Tod des chilenischen Gouverneurs Pedro Osores de Ulloa erreichte Madrid Ende 1625. König Philipp IV. hatte einen Nachfolger zu berufen und entschied sich – nachdem die Wahl zunächst auf Pedro Dávila gefallen war – schließlich für Francisco Lazo de la Vega als schlachtenerpobten Militär, dem er wohl eine entscheidende Wendung im Krieg gegen die Indianer zutraute. Die Ernennungsurkunde mit der Berufung auf acht Jahre datiert vom 16. März 1628.
Die spanischen Kolonialtruppen in Chile waren im Arauco-Krieg gegen die Mapuche-Indianer dringend auf neue Kräfte aus Europa angewiesen. Doch die angespannte finanzielle und militärische Situation in Europa erlaubte der Krone nicht, weitere Soldaten oder Geldmittel in Richtung Chile zu senden.
Lazo de la Vega reiste über Panama nach Chile. Er erreichte Concepción inmitten eines Unwetters im Dezember 1629. Am 23. Juli 1630 gelangte er nach Santiago. Danach bekleidete er bis 1639 das Amt des Gouverneurs von Chile.
Seine Amtszeit war geprägt vom fortdauernden Krieg gegen die Mapuche. Die spanischen Truppen waren geschwächt, schlecht ausgerüstet und demoralisiert; sie befanden sich seit 14 Jahren in der Defensive. Zahlreiche Befestigungen, die die Spanier im Süden angelegt hatten, mussten wieder aufgegeben werden. Lazo de la Vega gelang es mit taktischem Geschick, den Kriegsverlauf wieder zu Gunsten der Spanier zu wenden. In der Schlacht von La Albarrada im Januar 1631 gelang ihm ein wesentlicher Sieg gegen die Indianer, der allerdings den Krieg letztlich auch nicht entscheiden konnte.
Nachdem er schon länger erkrankt war, wartete er zum Ende seiner Amtszeit auf seinen Nachfolger Francisco López de Zúñiga y Meneses. Nach dessen Ankunft machte er sich auf die Reise nach Peru und starb dort in Lima kurz nach seiner Ankunft an Wassersucht – ausgerechnet am Namenstag von Santiago.